# Dewolucja (prawo)
Dewolucja – przekazanie kompetencji organu wyższego stopnia organowi stopnia niższego. W Polsce instytucja dewolucji określona jest m.in. w kodeksie postępowania administracyjnego oraz w ordynacji podatkowej. Przykładem dewolucji jest także przekazanie przez parlament brytyjski części władztwa ustawodawczego na rzecz Parlamentu Szkockiego.